# خطة تونس الرابعة
خطة تونس الرابعة هي مشروع اقتصادي تنموي لإعادة تنظيم السياسة الخارجية. عملت حكومة الرئيس الحبيب بورقيبة على تنفيذ هذه الخطة من 1973 إلى 1976. حاول بورقيبة خلال هذه الفترة حلّ النزاعات العالقة مع فرنسا من خلال توقيع اتفاق مهم مع السوق الأوروبية المشتركة عام 1969 ثم تلى ذلك اتفاق تعاون في عام 1976.